# Dorfkirche Wansdorf

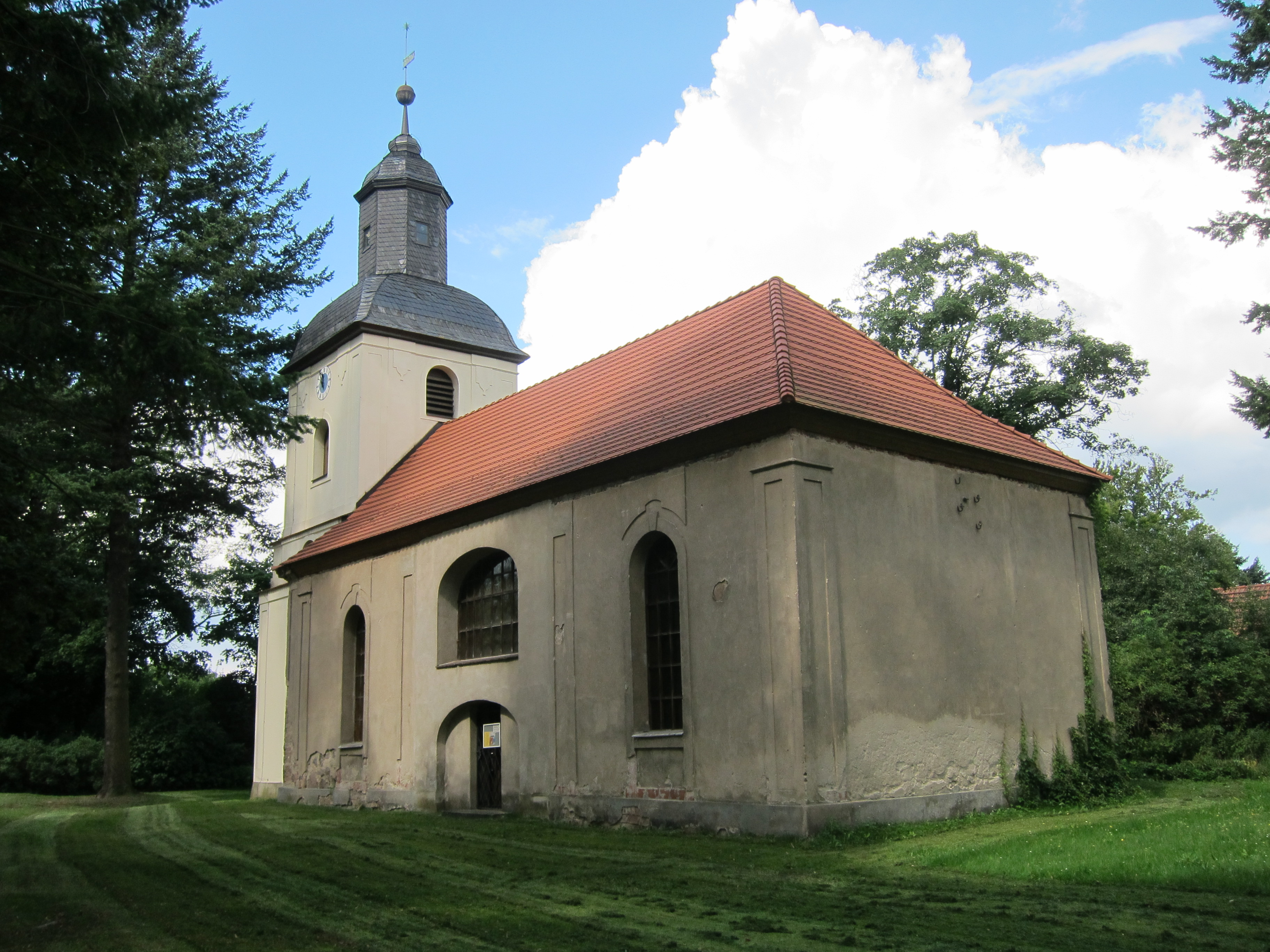
Dorfkirche in Wansdorf

Die evangelische Dorfkirche Wansdorf ist eine Saalkirche in Wansdorf, einem Ortsteil der Gemeinde Schönwalde-Glien im brandenburgischen Landkreis Havelland. Die Kirche gehört zur Evangelischen Kirchengemeinde Ländchen Glien im Kirchenkreis Nauen-Rathenow der Evangelischen Kirche Berlin-Brandenburg-schlesische Oberlausitz. Das Gebäude steht unter Denkmalschutz.

## Baubeschreibung
Die Kirche steht auf dem Wansdorfer Dorfanger an der Wansdorfer Dorfstraße. Sie wurde nach Brand des Vorgängers unter Einbeziehung die Feldsteinwände der mittelalterlichen Kirche im Jahr 1716 erbaut. Der barock gestaltete Saalbau zeichnet sich durch Putzgliederung sowie einen rechteckigen Westturm aus, der mit einer Schweifhaube und Laterne abschließt. Der Kirchenraum besaß bis 1969 eine barocke Ausstattung. Im Jahr 1999 wurde begannen umfassende Sanierungsarbeiten. Die Orgel wurde im Jahr 1854 von Friedrich Hermann Lütkemüller gebaut und steht gesondert unter Denkmalschutz.